# Tællemålet
I matematik er tællemålet en intuitiv måde at måle en mængde: "Størrelsen" eller "målet" af en delmængde tages til at være antallet af delmængdens elementer, hvis dette er endeligt, og ∞ hvis delmængden indeholder uendeligt mange elementer.
Formelt fremkommer tællemålet ved betragtning af en mængde Ω sammen med σ-algebraen P(Ω) bestående af alle delmængder af Ω. Betegnes tællemålet μ defineres nu, for A i P(Ω), μ(A) = #(A) = antal elementer i A. Herved bliver (Ω,P(Ω),μ) et målrum. Målet kan vises at være endeligt hhv. σ-endeligt, Ω er en endelig hhv. højst tællelig mængde.
Tællemålet tillader en at oversætte mange resultater om generelle Lp-rum, såsom Cauchy-Schwarz' ulighed, Hölders ulighed eller Minkowskis ulighed, til mere velbevandrede rammer. Hvis Ω = {1,...,n}, og S = (Ω, P(Ω), μ) er målrummet med tællemålet μ på P(Ω), så er Lp(S) blot det samme rum som Rn (eller Cn) med norm defineret ved
{\displaystyle \|x\|_{p}={\biggl (}\sum _{i=1}^{n}|x_{i}|^{p}{\biggr )}^{1/p}}
for x = (x1, ..., xn) i rummet. Ved på et endeligt rum at dividere tællemålet med antallet af elementer i P(Ω) opnås den diskrete uniforme fordeling.
Hvis tilsvarende fås, hvis Ω tages til at være de naturlige tal, og S som før er målrummet med tællemålet, at Lp(S) er rummet af alle følger x = (xn) for hvilke
{\displaystyle \|x\|_{p}={\biggl (}\sum _{i=1}^{\infty }|x_{i}|^{p}{\biggr )}^{1/p}}
er endelig. Dette rum betegnes ofte {\displaystyle \ell ^{p}}.
Tællemålet på tællelige mængder kan også bruges til at anvende resultater fra Lebesgueintegralteorien (såsom sætningen om monoton konvergens, Fatous lemma, sætningen om domineret konvergens, Fubinis sætning, osv.) på rækker.